# Vivante (GPU)
Pour les articles homonymes, voir Vivante.
Vivante est une famille de processeurs graphiques produits par la société américaine Vivante Corporation à destination de sa famille de SoC d'architecture ARM. 
En janvier 2020, Alibaba présente un port d'Android 10 par T-Head sur un SoC comportant 2 cœurs processeur d'architecture RISC-V 64 bits XuanTie C910 et un cœur vectoriel XuanTie C910V et un GPU Vivante GC8000UL.

## Pilotes
Vivante Corporation avait publié un pilote libre partiel (la partie noyau seulement, sous la licence libre GPL, mais rien concernant la partie en espace utilisateur) par ailleurs qualifié de « obèse et obscurci », qui a conduit au développement et à l'intégration dans la version 4.5 du noyau Linux d'un autre pilote non seulement libre mais qui puisse être lu et maintenu communautairement : etnaviv. Par ailleurs ce pilote DRM, débuté par Christian Gmeiner qui a ensuite reçu l'aide principalement de Russell King et Lucas Stach, est basé sur le code de freedreno (le pilote libre pour les processeurs graphiques Qualcomm Adreno inclus dans les SoC Snapdragon) ce qui a permis de contenir la taille du code à 7 000 lignes (à comparer aux plus de 60 000 lignes de code du pilote précédemment publié par Vivante Corporation),,,,.
Précédemment, un pilote DRM communautaire très complet, écrit par Russell King, prenant notamment en charge KMS, à destination des SoCs Marvell Armada 510 (qui équipent notamment la Cubox), avait intégré la version 3.13 du noyau Linux.
Parallèlement, un pilote Gallium3D a commencé à être développé par rétro-ingénierie par Wladimir J. van der Laan alias wumpus sur la base du pilote noyau publié par Vivante Corporation : etna_viv (pilote qui est utilisé par la console de jeu portable « GCW Zero », basée sur l'Ingenic Jz4770, utilisant un Vivante GC860 et la distribution GNU/Linux OpenDingux). Ce pilote a ensuite été rebasé sur le nouveau pilote libre et communautaire.
En 2016 le développement du pilote libre semble avancer à bon rythme, pris en charge dorénavant par Lucas Stach pour le compte de la société allemande Pengutronix, Christian Gmeiner et Russell King.